# Oristano (pokrajina)
Pokrajina Oristano (talijanski: Provincia di Sassari) je talijanska pokrajina u regiji Sardinija. Glavni grad je Oristano. Površina pokrajine iznosi 2 990 km², a broj stanovnika 158 353 (2018. godine). Gustoća naseljenosti je 52,95 st/km². 
Pokrajina ima 87 općina.